# Лбик, Марек
Ма́рек Лбик (пол. Marek Łbik; 30 января 1958, Познань) — польский гребец-каноист, выступал за сборную Польши на всём протяжении 1980-х годов. Серебряный и бронзовый призёр летних Олимпийских игр в Сеуле, двукратный чемпион мира, обладатель бронзовой медали международного турнира «Дружба-84», многократный победитель регат национального значения.

## Биография
Марек Лбик родился 30 января 1958 года в городе Познань, Великопольское воеводство. Активно заниматься греблей начал в раннем детстве, проходил подготовку в местном познанском спортивном клубе «Варта».
Первого серьёзного успеха на взрослом международном уровне добился в 1979 году, когда съездил на чемпионат мира в немецкий Дуйсбург и выиграл там бронзовую медаль в парном километровом разряде. Закрепившись в основном составе польской национальной сборной, в следующем сезоне отправился выступать на летних Олимпийских играх 1980 года в Москве. Участвовал здесь в зачёте одноместных каноэ на дистанциях 500 и 1000 метров: в первом случае сумел дойти до финала и в решающем заезде финишировал пятым, во втором случае не дошёл даже до полуфинальной стадии.
Как член сборной в 1984 году Лбик должен был участвовать в Олимпийских играх в Лос-Анджелесе, однако страны социалистического лагеря по политическим причинам бойкотировали эти соревнования, и вместо этого он выступил на альтернативном турнире «Дружба-84» в Восточном Берлине, где тоже был успешен, в частности завоевал бронзовую медаль в зачёте двухместных каноэ, пропустив вперёд только команды ГДР и СССР.
В 1985 году побывал на чемпионате мира в бельгийском Мехелене, откуда привёз награды серебряного и бронзового достоинства, выигранные в двойках на дистанциях 500 и 1000 метров. Год спустя на мировом первенстве в канадском Монреале в двухместных каноэ завоевал золотую медаль на десяти километрах, тогда как на одном километре стал серебряным призёром. Ещё через год на аналогичных соревнованиях в Дуйсбурге в той же парной дисциплине получил золото на пятистах метрах и серебро на тысяче. За эти выдающиеся достижения признан в Польше лучшим спортсменом года (вместе со своим бессменным партнёром Мареком Допералой).
Благодаря череде удачных выступлений в 1988 году Марек Лбик удостоился права защищать честь страны на Олимпийских играх в Сеуле — совместно с тем же Допералой выиграл здесь серебряную медаль на дистанции 500 метров и бронзовую медаль на дистанции 1000 метров. После двух Олимпиад остался в основном составе польской национальной сборной и продолжил принимать участие в крупнейших международных регатах. Так, в 1989 году выступил на чемпионате мира в болгарском Пловдиве, где вместе с новым напарником Томашом Голяшом стал серебряным призёром в двойках на пятистах метрах.
Завершив спортивную карьеру, продолжил работать в своём спортивном клубе «Варта» в Познани тренером по гребле на байдарках и каноэ, в настоящее время возглавляет этот клуб.